# Something for the Pain
«Something for the Pain» (en español "Algo para el dolor") es una canción de  la banda de rock americana Bon Jovi. Fue el segundo sencillo del álbum These Days. La canción, alcanzó únicamente el puesto #39 en el Top 40 Mainstream Rock Tracks, el puesto #8 en la lista de sencillos del Reino Unido y el #4 en las listas de Finlandia y el #1 de los UK Rock & Metal Singles Chart. Y de acuerdo con varios medios, en el sentido lírico, la canción habla sobre la decepción de ligue y consumo de heroína para "aliviar el dolor".                                                                                                                                                                                       
La canción, se incluyó en el tour de These Days, pero, al igual que muchas canciones de este álbum, se ha tocado menos desde entonces. La excepción está en Europa, sobre todo en el Reino Unido. Sin embargo, recientemente, esta canción regresó por sorpresa a los setlist y fue un elemento básico en el Circle Tour en 2010, por lo general en forma acústica. Una sección de la canción contaba con Richie Sambora en la voz principal.

## Videoclip
El vídeo musical de la canción fue lanzado en 1995 y dirigido por Marty Collner. En el vídeo, aparece una adolescente de nombre Tommy (Protagonista de "Livin' on a Prayer"); entra en una tienda de discos y escucha un poco de música en ella. En la pantalla, se muestra a la banda tocando la canción con otros miembros del elenco en diferentes escenarios. En el vídeo, los actores personifican a Eddie Vedder, Snoop Dogg, Dr. Dre, Courtney Love y Scott Weiland, haciendo una especie de burla del grunge, género que dominó la primera mitad de la década de los 90. Termina con su protagonista adolescente (Tommy) robando una copia del álbum These Days. El vídeo de esta misma canción, continúa con otra del mismo álbum "Lie to Me".
- Datos: Q2617695